# Cytherella pandora
Cytherella pandora is een mosselkreeftjessoort uit de familie van de Cytherellidae. De wetenschappelijke naam van de soort is voor het eerst geldig gepubliceerd in 1963 door Kornicker.